# 雖然很芭樂
《雖然很芭樂》於2009年4月15日發行，是台灣歌手謝和弦推出的首張個人全創作專輯。

## 介紹
專輯中的所有詞曲全都是謝和弦自己獨力完成
他也全程一起參與專輯全程監製
謝和弦憑本專輯入圍第21屆金曲獎最佳新人獎。

## 曲目
| 次序 | 歌名                   | 填詞   | 作曲   |
| ---- | ---------------------- | ------ | ------ |
| 1.   | 牧羊少年的奇幻之旅     | 謝和弦 | 謝和弦 |
| 2.   | 謝和弦                 | 謝和弦 | 謝和弦 |
| 3.   | 雖然很芭樂(吉他肉麻版) | 謝和弦 | 謝和弦 |
| 4.   | 關於                   | 謝和弦 | 謝和弦 |
| 5.   | 依賴                   | 謝和弦 | 謝和弦 |
| 6.   | 過來人                 | 謝和弦 | 謝和弦 |
| 7.   | 不過是想               | 謝和弦 | 謝和弦 |
| 8.   | 我們都成了大人         | 謝和弦 | 謝和弦 |
| 9.   | 無法定義               | 謝和弦 | 謝和弦 |
| 10.  | 大時代的偶像劇         | 謝和弦 | 謝和弦 |
| 11.  | 請你不通嫌棄我         | 謝和弦 | 謝和弦 |
| 12.  | 雜草精神               | 謝和弦 | 謝和弦 |
| 13.  | 對你愛不完             | 謝和弦 | 謝和弦 |